# Vingt-deuxième amendement de la Constitution des États-Unis

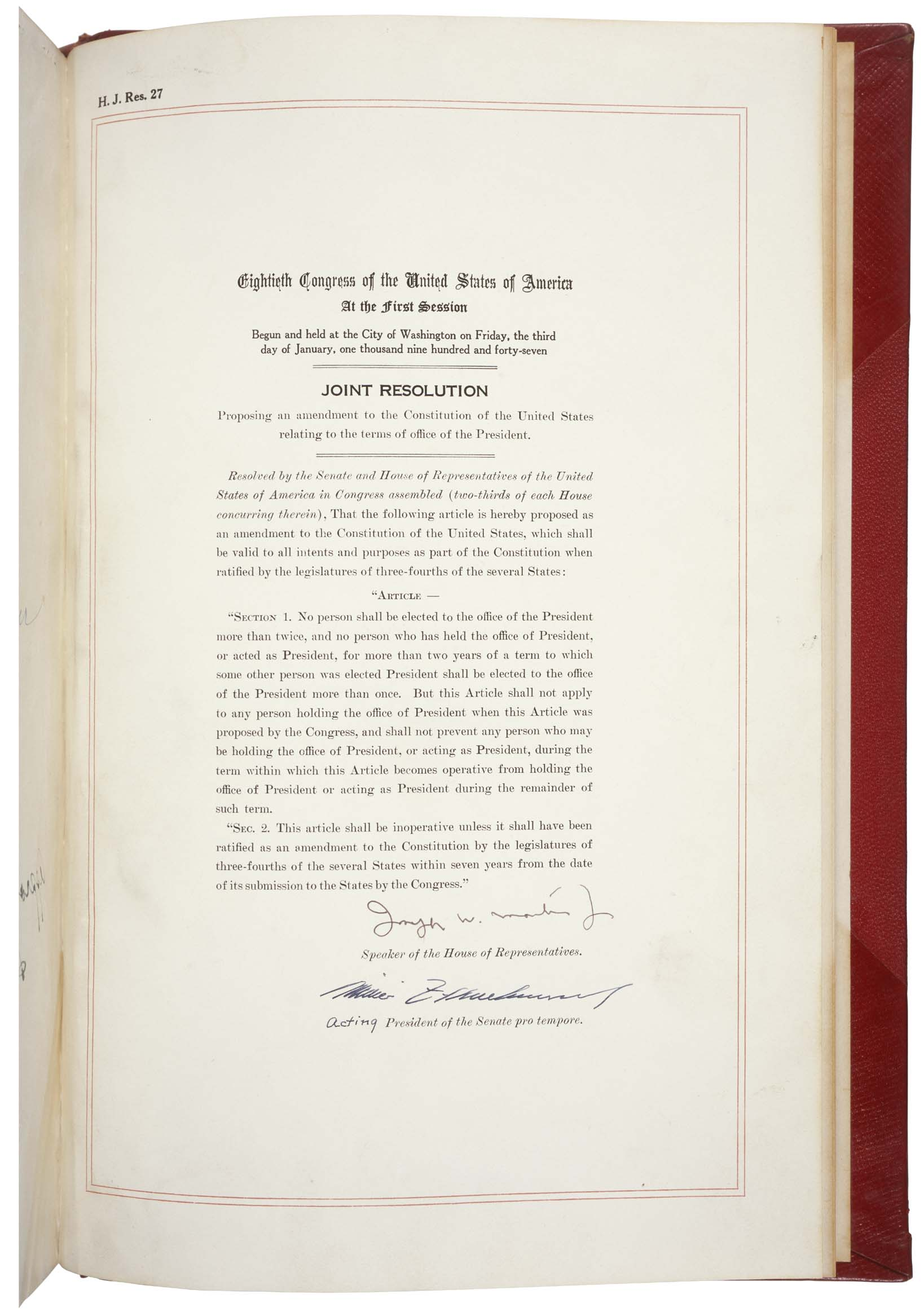
Texte du 22e amendement.

Le 22e amendement de la Constitution des États-Unis fixe à deux la limite du nombre de mandats que peut exercer le président des États-Unis qu'ils soient consécutifs ou non. Le Congrès adopte l'amendement le 21 mars 1947. Ses dispositions entrent en vigueur le 27 février 1951, après ratification de l'amendement par les 36 États requis de l'époque sur les 48.

## Texte
Le texte du vingt-deuxième amendement est le suivant :
« Section 1. No person shall be elected to the office of the President more than twice, and no person who has held the office of President, or acted as President, for more than two years of a term to which some other person was elected President shall be elected to the office of the President more than once. But this article shall not apply to any person holding the office of President when this article was proposed by the Congress, and shall not prevent any person who may be holding the office of President, or acting as President, during the term within which this article becomes operative from holding the office of President or acting as President during the remainder of such term.

Section 2. This article shall be inoperative unless it shall have been ratified as an amendment to the Constitution by the legislatures of three-fourths of the several States within seven years from the date of its submission to the States by the Congress. »
« Article 1. Nul ne pourra être élu à la présidence plus de deux fois, et quiconque aura rempli la fonction de président, ou agi en tant que président, pendant plus de deux ans d'un mandat pour lequel quelque autre personne était nommée président, ne pourra être élu à la fonction de président plus d'une fois. Mais cet article ne s'appliquera pas à quiconque remplit la fonction de président au moment où cet article a été proposé par le Congrès, et il n'empêchera pas quiconque pouvant remplir la fonction de président, ou agir en tant que président, durant le mandat au cours duquel cet article devient exécutoire, de remplir la fonction de président ou d'agir en tant que président durant le reste de ce mandat.

Article 2. Le présent article ne prendra effet qu'après sa ratification comme amendement à la Constitution par les législatures de trois quarts des différents États dans un délai de sept ans à dater de sa présentation aux États par le Congrès. »

## Histoire
Les premiers présidents américains réélus pour un second mandat (George Washington, Thomas Jefferson, James Madison, James Monroe et Andrew Jackson) ont tacitement adhéré au principe d'une limite à deux mandats, et n'ont pas tenté d'en faire un troisième. Selon certains historiens[Lesquels ?], ils voulaient démarquer le fonctionnement de la république américaine de la monarchie qui prévalait avant l'indépendance des États-Unis. Le respect de cette règle tacite, puis les échecs des premières tentatives (à partir de 1880) d'obtenir une troisième élection, font que l'établissement d'une règle formelle n'a pas été d'actualité avant que Franklin Delano Roosevelt restât 12 ans et 1 mois à la Maison Blanche, entre mars 1933 et avril 1945 (trois mandats complets et un quatrième qu'il avait entamé avant de mourir trois mois après son investiture), dans des circonstances particulières puisque la seconde guerre mondiale était en cours. 
Les cinq anciens présidents qui ont tenté d'obtenir un troisième mandat sans succès, faute d'avoir obtenu l'investiture lors de la convention de leur parti ou parce qu'ils ont perdu l'élection présidentielle elle-même, sont les suivants :
- Ulysses S. Grant (de 1869 à 1877) : tente de se faire élire pour un troisième mandat non consécutif en 1880, mais perd l'investiture au profit de James A. Garfield (qui sera élu).
- Grover Cleveland (de 1885 à 1889, puis de 1893 à 1897) : il tente d'obtenir l'investiture de son parti en 1896 pour sa propre réélection, mais est écarté au profit de William Jennings Bryan (qui perdra l'élection).
- Theodore Roosevelt (de 1901 à 1909) : essaie un troisième mandat non consécutif en 1912 en se présentant contre le président républicain sortant de l'époque William H. Taft dont il désapprouve la politique, bien qu'il soit à l'origine du même parti politique que lui. Il crée le Parti progressiste et est battu (comme Taft) par le candidat démocrate Wilson.
- Woodrow Wilson (de 1913 à 1921) : pensait pouvoir être candidat pour sa réélection en 1920, malgré sa maladie et son incapacité physique, mais après 44 tours de scrutin la convention démocrate choisit finalement comme candidat James M. Cox (qui sera battu).
- Harry S. Truman (de 1945 à 1953)  : après le mandat qu'il exécuta à la suite du décès de Roosevelt dont il était alors son vice-président dans le cadre l'ordre de succession présidentielle, et celui pour lequel il avait été élu en 1948, il se lança dans la course à un troisième mandat, ce que le vingt-deuxième amendement tout juste voté lui permettait puisqu'il contenait une exception pour le président alors en fonction. Mais, déçu par ses résultats dans la première élection primaire, il renonça à obtenir l'investiture démocrate. C'est finalement Adlai Stevenson qui défendra (sans succès) les couleurs du parti démocrate.

Trois présidents en exercice ont publiquement critiqué cet amendement lors de leurs seconds mandats : Donald Trump, Ronald Reagan et Bill Clinton. Reagan souhaitant le supprimer, Clinton souhaitant simplement le modifier pour qu'un ancien président ayant déjà fait deux mandats puisse se représenter plus tard (donc qu'il puisse faire plus de deux mandats pourvu qu'ils ne soient pas consécutifs).
Donald Trump, président des États-Unis de 2017 à 2021 puis dès 2025 a fait des déclarations, à plusieurs reprises, sur un possible troisième mandat ou une prolongation de son mandat « 4EVA » (forever, pour toujours),.